# Бафало Гап (Тексас)
Бафало Гап (енгл. Buffalo Gap) град је у америчкој савезној држави Тексас. По попису становништва из 2010. у њему је живело 464 становника.

## Демографија
Према попису становништва из 2010. у граду је живело 464 становника, што је 1 (0,2%) становника више него 2000. године.
| Група             | 2000.       | 2010.       |
| Белци             | 436 (94,2%) | 420 (90,5%) |
| Афроамериканци    | 1 (0,2%)    | 4 (0,9%)    |
| Азијати           | 1 (0,2%)    | 1 (0,2%)    |
| Хиспаноамериканци | 15 (3,2%)   | 34 (7,3%)   |
| Укупно            | 463         | 464         |